# Маркіз і пастушка
«Маркіз і пастушка» (лит. «Markizas ir piemenaitė») — радянський художній фільм 1978 року, знятий Альгірдасом Даусою на Литовській кіностудії.

## Сюжет
Наприкінці війни у Німана німці збили французький літак, але поранений льотчик Андре спустився на парашуті до литовського села. Мельник Домас ховає його у себе на млині, а майбутня наречена Домаса доглядає пораненого. Андре та Сауле покохали один одного. Але незабаром до Андре, що одужує, приїжджають друзі з його ескадрильї. Минуло п'ять років після закінчення війни, але Сауле досі чекає на француза, який, кажуть, загинув у Німана.

## У ролях
- Раса Кіркільоніте — Сауле (дублювала Галина Чигинська)
- Вольдемарас Хлебінскас — Андре, французький льотчик
- Владас Багдонас — Домас, мірошник (дублював Лев Жуков)
- Казиміра Кімантайте — Гайгалене, мати Домаса (дублювала Роза Балашова)
- Вітаутас Шеріс — Аугуліс, батько Сауле (дублював Олександр Дем'яненко)
- Регіна Зданавічюте — Аугулене, мати Сауле (дублювала Людмила Ксенофонтова)
- Ю. Кіркілайте — Юргіта, сестра Сауле (дублювала Т. Малоземова)
- Владас Юркунас — Нарцізас, ксьондз (дублював Ігор Боголюбов)
- Юозас Будрайтіс — Марсель
- Роландас Буткявічюс — епізод
- Гедимінас Гірдвайніс — П'єр
- Юозас Ярушявічюс — Бронюс, коваль
- Стасіс Пяткус — сільський хлопець
- Рамуте Рамунене — вчителька французької
- Аудроніс Рукас — сільський хлопець
- Костас Сморігінас — французький льотчик
- Рімантас Шавяліс — Пардон
- Рімантас Тересас — сільський хлопець
- Аурімас Бабкаускас — радянський солдат

## Знімальна група
- Режисер — Альгірдас Дауса
- Сценарист — Казіс Заленсас
- Оператор — Алоїзас Янчорас
- Композитор — Бронісловас-Вайдутіс Кутавічюс
- Художник — Лінас Катінас